# Густав (крокодил)
Гу́став — самец нильского крокодила, который является людоедом и обитает в реке Рузизи и северному берегу озера Танганьика в Бурунди, Африка. Ходят слухи, что Густав убил до 60-300 человек. Хотя фактическое количество жертв трудно установить, он получил мифический статус, и его очень боятся люди.
Кличку крокодилу дал Патрис Фэй, герпетолог, который изучает его с конца 1990-х годов. Многое из того, что известно о Густаве, происходит из фильма Capturing the Killer Croc, который вышел в 2004 году на PBS. Фильм документирует попытку захватить Густава.

## Внешний вид
Точные длина и масса Густава неизвестны. В 2002 году National Geographic оценила, что он мог бы быть «больше, чем 6,1 метра в длину, и иметь массу тела больше чем 907 килограммов. По оценкам, ему более 60 лет, и он «всё ещё растет»․
У Густава на теле три шрама от огнестрельного ранения. Его правая лопатка также была сильно ранена. Обстоятельства, связанные с четырьмя шрамами, неизвестны. Учёные, которые изучали Густава, утверждают, что его необычный размер и вес препятствуют его способности охотиться на обычную добычу нильских крокодилов, таких как рыбы, антилопы и зебра, заставляя его нападать на более крупных животных, таких как бегемот, буйволы и люди. Несмотря на то, что его часто называют людоедом, популярное местное предупреждение говорит, что он часто оставляет трупы своих жертв несъеденными.

## Попытка захвата
В фильме Capturing the Killer Croc Патрис Фэй и другие учёные пытались захватить Густава в течение двух лет. Была разработана клетка-ловушка массой 907 килограммов и длиной почти 9,1 метра. Затем команда нашла Густава установила ловушку, а также поместила внутри скрытую инфракрасную камеру. Было использовано несколько видов приманки, но ни одна из них не привлекала Густава. Затем учёные стратегически установили три гигантских ловушки на некоторых берегах, чтобы увеличить их шансы на захват; хотя ловушками были пойманы более мелкие крокодилы, Густав — нет.
На прошлой неделе перед тем, как команда была вынуждена покинуть страну из-за продолжающегося гражданского конфликта, команда поместила в клетку живую козу. В результате грозы камера не работала, и на следующее утро клетка была найдена частично погруженной, коза исчезла. Команда предположила, что поднимавшиеся воды помогли козе сбежать или что клетка вышла из строя, но без записи с камеры выводы не могли быть сделаны.

## Наблюдения и возможная смерть
В 2009 году Густав появился в реке Рузизи возле озера Танганьика.
В статье 2019 года о путешествиях в Бурунди писатель Travel Africa Magazine сообщил, что узнал, что Густав был убит. Но не сказано, как, где и кем он был убит, и нет никаких фотографических доказательств, оставляя эти утверждения сомнительными до тех пор, пока не будут представлены конкретные доказательства.

## В культуре
Густав стал основой фильма Primeval (рус. «Первобытное зло») (первоначальное название фильма — «Густав»), в котором группа репортёров отправляется в Бурунди, чтобы захватить «увеличенный вариант» Густава.